# S-League de 2013
A S.League de 2013 foi a 18º edição da liga profissional de futebol de Singapura, a S.League.
A liga contou com doze clubes. O Tampines Rovers foi o campeão, sendo o vice o Home United FC.

## Equipe e estádios 2013
| Time                  | Treinador       | Estádio                           | Capacidade | Local                       |
| --------------------- | --------------- | --------------------------------- | ---------- | --------------------------- |
| Albirex Niigata (S)   | Koichi Sugiyama | Jurong East Stadium               | 2,700      | Jurong East                 |
| Balestier Khalsa      | Darren Stewart  | Toa Payoh Stadium                 | 3,900      | Toa Payoh                   |
| Brunei DPMM           | Vjeran Simunić  | Hassanal Bolkiah National Stadium | 30,000     | Bandar Seri Begawan, Brunei |
| Geylang International | V. Kanan        | Bedok Stadium                     | 3,900      | Bedok                       |
| Harimau Muda          | Razip Ismail    | Pasir Gudang Stadium              | 15,000     | Johor Bahru                 |
| Home United           | Lee Lim-Saeng   | Bishan Stadium                    | 4,100      | Bishan                      |
| Hougang United        | Amin Nasir      | Hougang Stadium                   | 2,500      | Hougang                     |
| Tampines Rovers       | Tay Peng Kee    | Clementi Stadium                  | 4,000      | Clementi                    |
| Tanjong Pagar United  | Patrick Vallee  | Queenstown Stadium                | 3,800      | Queenstown                  |
| Warriors FC           | Alex Weaver     | Choa Chu Kang Stadium             | 4,600      | Choa Chu Kang               |
| Woodlands Wellington  | Salim Moin      | Woodlands Stadium                 | 4,300      | Woodlands                   |
| Young Lions           | Aide Iskandar   | Jalan Besar Stadium               | 8,000      | Kallang                     |

## Artilheiros
| Ranking | Nação                | Nome                  | Clube                     | Gols |
| ------- | -------------------- | --------------------- | ------------------------- | ---- |
| 1       | Singapura            | Aleksandar Đurić      | Tampines Rovers           | 15   |
| 1       | Coreia do Sul        | Moon Soon-Ho          | Woodlands Wellington      | 15   |
| 3       | Eslováquia           | Jozef Kapláň          | Geylang International     | 14   |
| 3       | Bósnia e Herzegovina | Mislav Karoglan       | Warriors F.C.             | 14   |
| 5       | Coreia do Sul        | Chang Jo-Yoon         | Woodlands Wellington      | 13   |
| 5       | Japão                | Kazuki Sakamoto       | Albirex Niigata Singapore | 13   |
| 7       | Singapura            | Khairul Amri          | Tampines Rovers           | 12   |
| 7       | Marrocos             | Monsef Zerka          | Tanjong Pagar United      | 12   |
| 7       | Singapura            | Qiu Li                | Balestier Khalsa          | 12   |
| 7       | Coreia do Sul        | Lee Kwan-Woo          | Home United               | 12   |
| 11      | Argélia              | Kamel Ramdani         | Tanjong Pagar United      | 11   |
| 12      | Canadá               | Jordan Webb           | Home United               | 9    |
| 12      | Canadá               | Sherif El-Masri       | Young Lions               | 9    |
| 14      | Guiné                | Mamadou Diallo        | Hougang United            | 8    |
| 14      | Brasil               | Rodrigo Tosi          | Brunei DPMM               | 8    |
| 16      | Portugal             | João Moreira          | Brunei DPMM               | 7    |
| 16      | Brunei               | Mohd Shahrazen Said   | Brunei DPMM               | 7    |
| 16      | Coreia do Sul        | Park Kang-Jin         | Balestier Khalsa          | 7    |
| 16      | Malásia              | Mohd Ridzuan Abdunloh | Harimau Muda B            | 7    |
| 20      | Singapura            | Jamil Ali             | Tampines Rovers           | 6    |
| 20      | Brasil               | Tales dos Santos      | Brunei DPMM               | 6    |
| 20      | França               | Ismael Benahmed       | Tanjong Pagar United      | 6    |
| 20      | Japão                | Bruno Castanheira     | Albirex Niigata Singapore | 6    |
| 20      | Singapura            | Fahrudin Mustafić     | Tampines Rovers           | 6    |